# Cambio (periódico)
El Semanario Cambio fue un periódico de extrema izquierda que actuó como medio de propaganda y vocero para la reivindicación de los actos terroristas del Movimiento Revolucionario Túpac Amaru (MRTA). Contaba con un suplemento llamado Cambio Político. Tras su cierre, fue reactivado por la Coordinadora Continental Bolivariana - Perú (CCB-CP) como órgano de difusión de la referida organización.

## Integrantes
- Walter Palacios Vinces - Director y fundador de Cambio, además, del Movimiento de Izquierda Revolucionaria (MIR)[5][6]
- Alberto Gálvez Olaechea - Periodista y editor del semanario, además de integrante del Comité Ejecutivo Nacional del MRTA[7]
- Carlos Arroyo - Segundo director de Cambio[8]
- Yehude Simon - Tercer director de Cambio durante el año 1987.[9]
- Melissa Alfaro[10]- Periodista de investigación del semanario, quien fuera asesinada en un atentado con dinamita.
- María Soto Bringas - encargada de Cambio tras su reactivación por la Coordinadora Continental Bolivariana (Capítulo Perú). Periodista y conviviente de Bernardo Roque Castro (quien fuera responsable del Comité Regional del Sur Base Cusco del MRTA). Fue detenida en 1987 por sospecharse de ser enlace entre emerretistas detenidos en el penal Miguel Castro Castro con emerretistas en libertad.[4][11]

## Historia
Inicialmente, Voz Rebelde era el órgano de propaganda oficial del MRTA y el El Diario Marka era el portavoz de sus acciones mediante espacios cedidos de este, luego ese rol sería asumido por Cambio. Entre los comunicados y las acciones reivindicadas, y justificadas, por el MRTA a través de Cambio están: 
- 2 de abril de 1988

"Nos ha llegado un comunicado de la Dirección Nacional del MRTA que, con el título 'Muerte a los traidores y delatores', dice lo siguiente: 'El sábado 2 de abril a las 9 a.m. un comando del MRTA ejecutó a Carmen Rosa Cusquén Cabrera por haber cometido actos de traición y delación (colaboración con DIRCOTE y Servicio de Inteligencia del Ejército) al MRTA y el pueblo peruano. Ratificamos que el brazo justiciero del MRTA será implacable con los traidores y delatores de la causa revolucionaria de nuestro pueblo. ¡No habrá perdón para los traidores y delatores! ¡Con las armas y las masas, Patria o Muerte! ¡Venceremos!" 
- 7 de julio de 1988

"El ya famoso discurso de Alan García en el Congreso de la JAP en Huamanga, y específicamente su mención a Víctor Polay, el comandante 'Rolando' del frente nororiental del MRTA, motiva el siguiente comunicado público que fue enviado a nuestra redacción, donde el líder subversivo desmiente afirmaciones del presidente sobre una supuesta alianza entre ambos, así como la pretendida derrota o retroceso de la guerrilla tupacamarista". Polay afirma: "Es totalmente falso que hayamos tenido algún tipo de alianza con el Sr. Alan García. No ha existido entre nosotros ninguna relación directa ni indirecta desde 1973, año en que dejamos de vernos, yo para ingresar a una célula del MIR y él para seguir su conocida trayectoria. Las mentiras y falsedades de Alan García son incontables. No es tampoco la primera vez que se refiere al MRTA, como lo diera a conocer la revista Oiga en su número 363".
- 17 de noviembre de 1988

"Llegaron dos comunicaciones del MRTA que aclaran algunas versiones, difundidas por diarios locales, sobre una supuesta 'guerra sucia entre subversivos'. Los reproducimos a continuación. 'Frente a la aparición de un volante firmado por una comisión política del MIR, donde se declara la guerra al MRTA, la DN del MRTA se ve en la obligación de precisar:...'. D.N. del MRTA. 10 de noviembre de 1988".
- 8 de junio de 1989: la masacre de Tarapoto, un acto de «limpieza social» dirigido contra  personas LGBT.[17]

MRTA en Tarapoto
HACEN HUMO A DELINCUENTES Y SOPLONES

Con la protección del Ejército y la Policía Nacional, la drogadicción, la prostitución y el homosexualismo se extendió rápidamente en Tarapoto. El MRTA decidió acabar con estas lacras sociales, que eran utilizadas para corromper la juventud.
El diario dejó de emitirse en la década de 1990.
Años más tarde, miembros de la Coordinadora Continental Bolivariana (Capítulo Perú) (CCB-CP) emitieron por un tiempo una publicación homónima como órgano de difusión, dirigida por de María Soto Bringas.